# Верх-Суєтська сільська рада
Верх-Сує́тська сільська рада (рос. Верх-Суетский сельский совет) — колишнє сільське поселення у складі Суєтського району Алтайського краю Росії. Ліквідоване 2022 року у зв'язку з перетворенням Суєтського району в муніципальний округ.
Адміністративний центр — село Верх-Суєтка.

## Історія
2011 року ліквідована Берегова сільська рада (селища Береговий, Октябрський, Осиновський), територія увійшла до складу Верх-Суєтської сільської ради.

## Населення
Населення — 2279 осіб (2019; 2573 в 2010, 3281 у 2002).

## Склад
До складу сільської ради входять:
| Населений пункт     | Населення, осіб (2002) | Населення, осіб (2010) |
| ------------------- | ---------------------- | ---------------------- |
| Береговий, селище   | 85                     | 50                     |
| Верх-Суєтка, село   | 2600                   | 2224                   |
| Октябрський, селище | 279                    | 182                    |
| Осиновський, селище | 317                    | 117                    |